# Zélia Cardoso de Mello

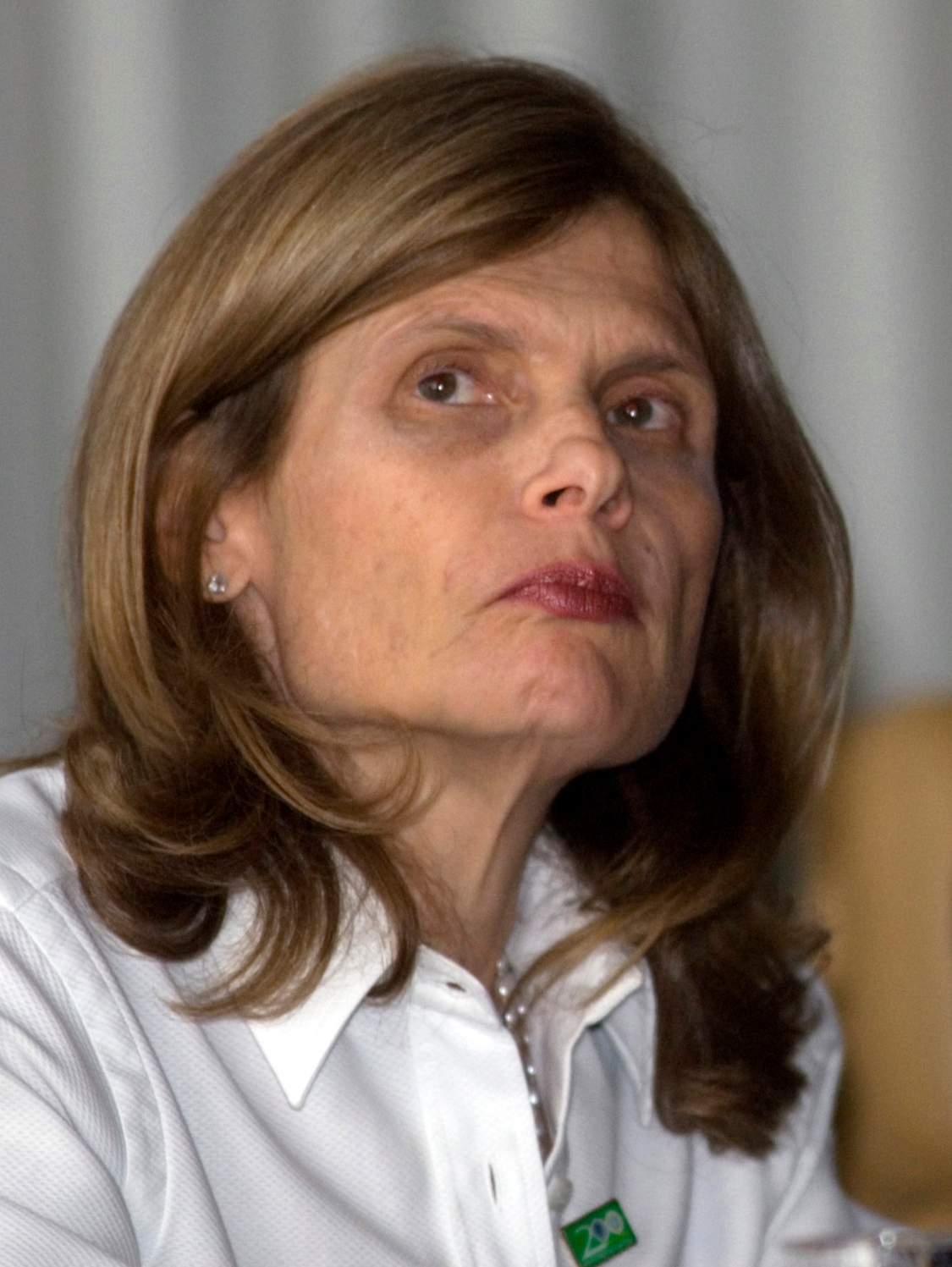
Zélia Cardoso de Mello

Zélia Maria Cardoso de Mello (São Paulo, 20 de septiembre de 1953), economista brasileña. 
Egresada de la Universidad de São Paulo, donde también se ha dedicado a la docencia. Fue la única mujer en asumir el cargo de Ministra de Hacienda en Brasil, el 15 de marzo de 1990, al asumir Fernando Collor de Mello la Presidencia de Brasil; abandonó el ministerio el 10 de mayo de 1991. Fue la mentora intelectual del Plan Collor, adoptado por la administración presidencial de Collor; nombró a los economistas Antônio Kandir e Ibrahim Eris. Según la revista Isto é Dinheiro, fue la mujer que más poder acumuló en toda la historia republicana de Brasil.